# منصورية (تشادغان)
منصوریة (بالإنجليزية: Mansuriyeh, Isfahan)‏ هي قرية تقع في قسم كبوتر سرخ الريفي (مقاطعة تشادغان) في إيران. يقدر عدد سكانها بـ 87 نسمة بحسب إحصاء 2016.